# Rally de Ourense de 1977
El Rally de Ourense de 1977, oficialmente 10.º Rally de Orense, fue la décima edición y la décima cita de la temporada 1977 del Campeonato de España de Rally. Fue también puntuable para el España, el campeonato Femenino y el Desafío Simca. Se celebró del 25 al 26 de junio y contó con un itinerario de veinticuatro tramos que sumaban un total de 191 km cronometrados.

## Itinerario
| Día   | Tramo | Nombre               | Distancia | Hora  | Ganador        | Tiempo |
| ----- | ----- | -------------------- | --------- | ----- | -------------- | ------ |
| Día 1 | TC1   | Castro de Beiro      | 6 km      | 17:24 | Beny Fernández | 03:42  |
| Día 1 | TC2   | Outomuro-Villavidal  | 4,6 km    | 18:35 | Beny Fernández | 02.31  |
| Día 1 | TC3   | Bande-Lobera         | 7,6 km    | 19:20 | Beny Fernández | 04:58  |
| Día 1 | TC4   | Puente Linares-Bande | 12 km     | 20:22 | Beny Fernández | 07:08  |
| Día 2 | TC5   | Trasalva             | 4,1 km    | 00:24 | Beny Fernández | 02:40  |
| Día 2 | TC6   | Parada-Maside        | 8,5 km    | 00:40 | Beny Fernández | 05:32  |
| Día 2 | TC7   | Cameixa-Albarellos   | 5,8 km    | 01:16 | Beny Fernández | 03.54  |
| Día 2 | TC8   | Costa-Beresmo        | 11 km     | 01:30 | Beny Fernández | 08:30  |
| Día 2 | TC9   | Avión-Beiro          | 13,2 km   | 01:49 | Beny Fernández | 09:11  |
| Día 2 | TC10  | Cabanelas            | 6,8 km    | 02:21 | Beny Fernández | 04:38  |
| Día 2 | TC11  | Cameixa-Albarellos   | 5,8 km    | 02:50 | Beny Fernández | 03.58  |
| Día 2 | TC12  | Costa-Beresmo        | 11 km     | 03:04 | Beny Fernández | 08:42  |
| Día 2 | TC13  | Avión-Beiro          | 13,2 km   | 03:23 | Beny Fernández | 09:15  |
| Día 2 | TC14  | Cabanelas            | 6,8 km    | 03:55 | Beny Fernández | 04:39  |
| Día 2 | TC15  | Castro de Beiro      | 6 km      | 04:41 | Beny Fernández | 03.51  |
| Día 2 | TC15  | Almorfe-Luintra      | 8,5 km    | 05:20 | Beny Fernández | 05:58  |
| Día 2 | TC15  | Maceda-Santa Marina  | 10 km     | 06:03 | Beny Fernández | 06:01  |
| Día 2 | TC15  | La Peroja            | 5,5 km    | 10:24 | Beny Fernández | 04:29  |
| Día 2 | TC15  | Viñao                | 2,7 km    | 11:17 | Marc Etchebers | 02:00  |
| Día 2 | TC15  | Burés-Feás           | 5 km      | 12:07 | Marc Etchebers | 03.18  |
| Día 2 | TC15  | Costa-Beresmo        | 11 km     | 12:23 | Marc Etchebers | 08:46  |
| Día 2 | TC15  | Avión-Beiro          | 13,2 km   | 12:42 | Marc Etchebers | 09.09  |
| Día 2 | TC15  | Cabanelas            | 6,8 km    | 13:14 | Marc Etchebers | 04:33  |
| Día 2 | TC24  | Castro de Beiro      | 6 km      | 14:00 | Marc Etchebers | 03:49  |

## Clasificación final
| Pos. | Piloto                | Copiloto                  | Automóvil                | Tiempo  | Diferencia |
| ---- | --------------------- | ------------------------- | ------------------------ | ------- | ---------- |
| 1.   | Beny Fernández        | Antonio Doural            | Ford Escort RS 1800 MKII | 2:14:01 | 0.0        |
| 2.   | Marc Etchebers        | Marie-Christine Etchebers | Porsche 911 Carrera RSR  | 2:14:13 | +12        |
| 3.   | "Cid"                 | Venancio Blanco           | Alpine-Renault A110 1800 | 2:20:12 | +6:11      |
| 4.   | José Antonio Zorrilla | José Luis Formoso         | Simca 1000 Rallye        | 2:20:48 | +6:47      |
| 5.   | José Luis Echave      | F. Fernández              | Simca 1000 Rallye        | 2:21:00 | +6:59      |
| 6.   | "Peitos"              | Antonio Pérez-Hugalde     | SEAT 1430-1800           | 2:21:07 | +7:06      |
| 7.   | José Gonçalves        | Miguel Oliveira           | Porsche 911 S Carrera RS | 2:22:33 | +8:32      |
| 8.   | Mário Silva           | C. Lemos                  | Porsche 911 S            | 2:24:02 | +10:01     |
| 9.   | Marinao Lacasa        | Fernando Blanchard        | Opel Kadett GT/E         | 2:27:53 | +13:52     |
| 10.  | José Antonio Huete    | Paloma Ortiz              | Simca 1000 Rallye        | 2:30:39 | +16:38     |